# Livequiz
cchudfuaruQyruyesiteeBienvenue dans le presse-papiers Gboard. Le texte que vous copiez est enregistré ici.Appuyez sur un élément pour le coller dans le champ de texte.

## Principe général
ATTENTION : nous vous informons que le site livequiz.fr a cessé ses mises à jour en 2012 et que le site n'existe plus en 2020. Vous ne pouvez donc jouer qu'avec les questions incluses dans votre boîte. 
C’est un jeu de questions dont les réponses sont mises à jour quotidiennement sur Internet.
Ce jeu propose donc de tester votre connaissance de l’actualité à travers des questions dont vous trouverez les réponses sur le site web de l'éditeur. Pour avoir la réponse à une question, il suffit alors de taper le code réponse inscrit sur la carte question. Il est aussi possible d’imprimer un livret de quatre pages sur lequel sont inscrites toutes les réponses. Ce fichier est lui aussi réactualisé quotidiennement.
Pour avoir la réponse à une question, il suffit de taper le code réponse inscrit sur la carte question.
Livequiz propose 400 questions dans quatre catégories différentes :
- Sport,
- Vie quotidienne,
- Divertissement,
- Business.

## Règle du jeu
À votre tour, piochez une carte de la même couleur que la case sur
laquelle vous êtes placé. Plusieurs cas sont possibles :
Cases de couleurs
Répondez correctement à une question du thème correspondant pour avancer d’une case et rejouer, sinon passez la main.
Le code inscrit en bas de chaque carte question vous permet d’obtenir la réponse correspondante sur le support de jeu choisi (Internet, livret papier...).
Cases noires ou cases « Clic »
Lorsque vous arrivez sur une case noire vous piochez une carte « Clic » et suivez les instructions précisées. Si la carte « Clic » comporte un symbole de couleur en haut, vous devez répondre à une question du thème correspondant.
Case « Livequiz »
C’est la case finale au centre du plateau.
Vous devez répondre correctement à une « Question du jour » pour gagner la partie.
Les questions du jour se trouvent à la fin du livret des réponses ou sur le site de Livequiz.

### But du jeu
Le but du jeu est simple : répondre à des questions d’actualité pour avancer et être le premier à atteindre la case Livequiz au centre du plateau. Là, il faut répondre correctement à une question du jour pour gagner la partie.
ATTENTION : nous vous informons que le site livequiz.fr a cessé ses mises à jour le 31 mai 2012. À partir de cette date, pour jouer à Livequiz vous devrez répondre en donnant des réponses datées du 31 mai 2012.

### Matériel
- 1 plan de jeu,
- 6 pions,
- 200 cartes questions (400 questions),
- 60 cartes Clics,
- 1 range-cartes,
- 1 kit de secours vous permettant de jouer dans tous les cas (sans Internet),
- 1 règle du jeu.

## Récompense
- Speelgoed van het jaar plus de 12 ans 2007